# Dioptopsis vernus
Dioptopsis vernus är en tvåvingeart som beskrevs av Guidicelli 1963. Dioptopsis vernus ingår i släktet Dioptopsis och familjen Blephariceridae. Inga underarter finns listade i Catalogue of Life.